# Sylvanus Nimely
Sylvanus Nimely (Monrovia, 4 settembre 1998) è un calciatore liberiano, attaccante svincolato.

## Caratteristiche tecniche
È un centravanti.

## Carriera

### Club
Cresciuto calcisticamente nelle giovanili del Karviná, ha esordito il 30 novembre 2016 in un match di Pohár ČMFS vinto 2-2 contro il Dukla Praga.

### Nazionale
Ha esordito nella nazionale liberiana il 7 settembre 2013, a soli 15 anni e tre giorni, in un match perso 4-1 contro l'Angola.

## Statistiche

### Presenze e reti nei club
Statistiche aggiornate al 24 dicembre 2017.
| Stagione        | Squadra         | Campionato      | Campionato | Campionato | Coppe nazionali | Coppe nazionali | Coppe nazionali | Coppe continentali | Coppe continentali | Coppe continentali | Altre coppe | Altre coppe | Altre coppe | Totale | Totale | Totale |
| Stagione        | Squadra         | Comp            | Pres       | Reti       | Comp            | Pres            | Reti            | Comp               | Pres               | Reti               | Comp        | Pres        | Reti        | Pres   | Reti   |        |
| --------------- | --------------- | --------------- | ---------- | ---------- | --------------- | --------------- | --------------- | ------------------ | ------------------ | ------------------ | ----------- | ----------- | ----------- | ------ | ------ | ------ |
| 2016-2017       | Karviná         | 1L              | 0          | 0          | CRC             | 1               | 0               |                    | -                  | -                  |             | -           | -           | 1      | 0      |        |
| Totale carriera | Totale carriera | Totale carriera | 0          | 0          |                 | 1               | 0               |                    | -                  | -                  |             | -           | -           | 1      | 0      |        |

### Cronologia presenze e reti in nazionale
| Cronologia completa delle presenze e delle reti in nazionale ― Rep. Ceca | Cronologia completa delle presenze e delle reti in nazionale ― Rep. Ceca | Cronologia completa delle presenze e delle reti in nazionale ― Rep. Ceca | Cronologia completa delle presenze e delle reti in nazionale ― Rep. Ceca | Cronologia completa delle presenze e delle reti in nazionale ― Rep. Ceca | Cronologia completa delle presenze e delle reti in nazionale ― Rep. Ceca | Cronologia completa delle presenze e delle reti in nazionale ― Rep. Ceca | Cronologia completa delle presenze e delle reti in nazionale ― Rep. Ceca |
| Data                                                                     | Città                                                                    | In casa                                                                  | Risultato                                                                | Ospiti                                                                   | Competizione                                                             | Reti                                                                     | Note                                                                     |
| ------------------------------------------------------------------------ | ------------------------------------------------------------------------ | ------------------------------------------------------------------------ | ------------------------------------------------------------------------ | ------------------------------------------------------------------------ | ------------------------------------------------------------------------ | ------------------------------------------------------------------------ | ------------------------------------------------------------------------ |
| 7-9-2013                                                                 | Lubango                                                                  | Angola                                                                   | 4 – 1                                                                    | Liberia                                                                  | Qual. Mondiali 2014                                                      | -                                                                        | 64’                                                                      |
| 5-6-2017                                                                 | Monrovia                                                                 | Liberia                                                                  | 1 – 0                                                                    | Sierra Leone                                                             | Amichevole                                                               | -                                                                        |                                                                          |
| 11-6-2017                                                                | Harare                                                                   | Zimbabwe                                                                 | 3 – 0                                                                    | Liberia                                                                  | Qual. Coppa d'Africa 2019                                                | -                                                                        |                                                                          |
| 9-9-2018                                                                 | Monrovia                                                                 | Liberia                                                                  | 1 – 1                                                                    | RD del Congo                                                             | Qual. Coppa d'Africa 2019                                                | -                                                                        | 58’                                                                      |
| 11-9-2018                                                                | Monrovia                                                                 | Liberia                                                                  | 1 – 2                                                                    | Nigeria                                                                  | Amichevole                                                               | -                                                                        | 64’                                                                      |
| 11-10-2018                                                               | Brazzaville                                                              | Rep. del Congo                                                           | 3 – 1                                                                    | Liberia                                                                  | Qual. Coppa d'Africa 2019                                                | -                                                                        | 82’                                                                      |
| 18-11-2018                                                               | Monrovia                                                                 | Liberia                                                                  | 1 – 0                                                                    | Zimbabwe                                                                 | Qual. Coppa d'Africa 2019                                                | -                                                                        | 62’                                                                      |
| 24-3-2019                                                                | Kinshasa                                                                 | RD del Congo                                                             | 1 – 0                                                                    | Liberia                                                                  | Qual. Coppa d'Africa 2019                                                | -                                                                        | 53’                                                                      |
| 26-3-2019                                                                | Abidjan                                                                  | Costa d'Avorio                                                           | 1 – 0                                                                    | Liberia                                                                  | Amichevole                                                               | -                                                                        |                                                                          |
| 9-10-2019                                                                | Monrovia                                                                 | Liberia                                                                  | 1 – 0                                                                    | Ciad                                                                     | Qual. Coppa d'Africa 2021                                                | -                                                                        | 61’                                                                      |
| 13-10-2019                                                               | N'Djaména                                                                | Ciad                                                                     | 1 – 0 dts (5 – 4 dtr)                                                    | Liberia                                                                  | Qual. Coppa d'Africa 2021                                                | -                                                                        | 56’                                                                      |
| Totale                                                                   |                                                                          | Presenze                                                                 | 11                                                                       |                                                                          | Reti                                                                     | 0                                                                        |                                                                          |

## Palmarès

### Club

#### Competizioni nazionali
- Supercoppa di Russia: 1

Spartak Mosca: 2017